# 今沢哲男
今沢 哲男（いまざわ てつお、1940年8月17日 - ）は、大分県中津市出身の日本のアニメーション演出家、アニメーション監督である。

## 経歴
大分県立中津北高等学校を卒業後、印刷会社社員、専修学校桑沢デザイン研究所を経てアニメ業界入り。
下請けアニメ制作会社の「ハテナプロダクション」にてアニメーション演出家としての第一歩を踏み出した。ハテナプロ解散後は、同プロ時代の同僚である香西隆男が設立したスタジオジュニオ（現：ジュニオ ブレイン トラスト）に移籍し、岡崎稔、永丘昭典らと共に同スタジオを代表する演出家として長く活躍した。
演出を手掛けた代表的なテレビアニメは、『新・巨人の星』、『ムーの白鯨』、『太陽の使者 鉄人28号』、『六神合体ゴッドマーズ』、『キン肉マン』、『超電動ロボ 鉄人28号FX』、『デジモンシリーズ』など。スタジオジュニオ退社後は東映アニメーションに仕事の拠点を移し、晩年は同社作品の演出を手掛けている。　

## 参加作品

### テレビアニメ
- 宇宙パトロールホッパ （1965年、作画）
- レインボー戦隊ロビン （1966年、作画）
- ゲゲゲの鬼太郎（第1作） （1968年、作画）
- ルパン三世（1971〜72年、作画）
- 魔法使いチャッピー （1972年、作画）
- 赤胴鈴之助 （1972年、コンテ）[2]
- 荒野の少年イサム （1973年、コンテ）[3]
- 柔道讃歌 （1974年、演出）[4]
- グレートマジンガー （1974年、演出）
- はじめ人間ギャートルズ （1974年、演出）
- 少年徳川家康 （1975年、演出[5]）
- 一休さん （1975年、演出[6]）
- キャンディ・キャンディ （1976年、チーフ・ディレクター）
- 新・巨人の星 （1977年、演出）[7]
- 新・巨人の星II （1979年、演出）[8]
- ムーの白鯨 （1980年、チーフ・ディレクター）[9]
- 太陽の使者 鉄人28号 （1980年、チーフ・ディレクター）[10]
- 六神合体ゴッドマーズ （1981年、チーフ・ディレクター）[11]
- キン肉マン（1983年、シリーズディレクター）
- 三国志（1985年、監督）
- ゲゲゲの鬼太郎（第3作）（1985年、演出）
- 三国志II 天翔ける英雄たち （1986年、監督）
- ドラゴンボール（1987年、絵コンテ）
- トランスフォーマー 超神マスターフォース （1988年、シリーズディレクター）
- キン肉マン キン肉星王位争奪編（1992年、絵コンテ）
- 超電動ロボ 鉄人28号FX （1992年、チーフディレクター）[12]
- モンタナ・ジョーンズ （1994年、監督）
- ふしぎ魔法ファンファンファーマシィー （1998年、演出）
- ひみつのアッコちゃん（第3作）（1998年、演出）
- デジモンアドベンチャー （1999年、演出）
- 神風怪盗ジャンヌ （1999年、演出）
- マシュランボー （2000年、シリーズディレクター）
- デジモンテイマーズ （2001年、演出）
- デジモンフロンティア （2002年、演出）
- キン肉マンII世 （2002年、演出）
- 釣りバカ日誌 （2002年、シリーズディレクター）
- 怪 〜ayakashi〜「四谷怪談」 （2006年、シリーズディレクター）
- デジモンセイバーズ （2006年、演出）
- 祝!(ハピ☆ラキ)ビックリマン （2006年 - 2007年、演出）
- 風の少女エミリー（2007年、絵コンテ）
- はたらキッズ マイハム組（2007年、シリーズディレクター）
- ねぎぼうずのあさたろう（2008 - 2009年、演出）
- 怪談レストラン（2010年、演出）

### 劇場アニメ
- 東映まんがまつり 一休さん 虎たいじ （1976年、演出）
- 新・巨人の星 （1977年、演出）
- がんばれ!!タブチくん!! （1979年、絵コンテ・演出）
- 六神合体ゴッドマーズ （1982年、監督）[13]
- 少年ケニヤ （1984年、共同監督）
- ペンギンズ・メモリー 幸福物語 （1985年、絵コンテ）
- チロヌップのきつね （1987年、監督）
- 魁!!男塾 （1988年、監督）
- 天上編 宇宙皇子 （1990年、監督）
- キャンディ♡キャンディ （1992年、監督）
- Coo 遠い海から来たクー （1993年、監督）
- ヘルメス—愛は風の如く （1997年、監督）
- デジモンテイマーズ 冒険者たちの戦い （2001年、監督）

### OVA
- ヤンキー烈風隊シリーズ （1989年 - 1996年、監督）
- 代紋TAKE2 （1993年、監督）

### ゲーム
- 忍者ハヤテ（1984年、アニメパート監督）
- タイムギャル（1985年、アニメパート監督）